# ホンダ・NAVI
NAVi（ヒンディー語: नवी）は、本田技研工業が製造販売する自動二輪車である。

## 概要
本田技研工業のインド現地法人ホンダ・モーターサイクル・アンド・スクーター・インディア（HMSI・ヒンディー語: होंडा मोटरसायकल अँड स्कूटर इंडिया）は、2016年にデリー（ヒンディー語: दिल्ली）で開催された第13回オート・エキスポ（ヒンディー語: ऑटो एक्सपो）で、新機種NAViの製造販売を発表し、同年3月から同国で販売を開始した。2016年9月のネパールを皮切りに、中南米諸国などに輸出されている。
車体は、HMSIの主力スクーターであるアクティバ（ヒンディー語: एक्टिवा）のフレームとパワーユニットに、タイホンダ・マニュファクチュアリング（泰: ไทยฮอนด้า แมนูแฟคเจอริ่ง）が製造するMSX125 GROMの燃料タンクを取り付けたようなデザインで、アクティバと多くのコンポーネンツを共有しており、エンジン及びトランスミッションもアクティバと同じ総排気量109.19cc、Vベルト式・無段変速である。
2018年には、前後輪連動ブレーキシステム（CBS）の採用など一部改良を施し、インドの新しい安全基準に適合させた。
インドでの販売は2020年3月末に終了したが、輸出用に製造は継続されている。また、2019年からは、CKD（コンプリートノックダウン）キットがホンダ・デ・メキシコ（西: Honda de México）へ出荷されている。

## 開発
HMSIの社長兼最高経営責任者である村松慶太は、ハリアナ州（ヒンディー語: हरियाणा）マネサール（ヒンディー語: मानेसर）のR＆Dチームに、40,000ルピー未満の廉価モデルを開発するよう指示した。2014年12月頃から始まった企画・開発作業で、対象購買層は大都市の18歳から24歳とし、名はヒンディー語で「新しい」を意味するNAVi（ヒンディー語: नवी）とされた。NAViは、HMSIが企画・開発から設計・生産までを単独で行った最初の機種となった。

## インド
発売から2か月で1万台を販売し、その四分の一は女性が購入した。その後4か月で5万台に達し販売は好調に見えた。しかし、次の6か月では1万台に鈍化、その後も販売不信は続き、排気ガス規制BS-IV未対応で2017年3月末で販売できなくなるCBR250Rの在庫一掃のために、その購入者にNAViを無料で配るディーラーまで現れるに至った。2019年の年間販売台数は僅か127台にまで落ち込み、HMSIはNAViの排気ガス規制BS-VIへの対応を諦めた。NAViは未対応車の販売猶予期限である2020年3月末をもって終売となった。

## ネパール
カトマンズ（ネパール語: काठमाडौं）で2016年9月に開催されたNADAオート・ショーにNAViを出品、発売が発表された。

## コロンビア
2018年から輸入が始まり、2019年前半にはインドの2018年型と同様の一部改良品となった。また、同年後半に独自の特別仕様車NAVi Adventure及びNavi Mixが追加された。

## メキシコ
ホンダ・デ・メキシコ（西: Honda de México）は2020年10月14日、2019年11月8日から販売していたNAViを、インド製から自国製に切り替えると発表した。メキシコへはインドから、2021年7月以降NAViのCKDキットが送られており、ハリスコ州（西: Estado de Jalisco）のエル・サルト工場で完成品にされる。

## チリ
2012年のNAViの年間新車販売台数は、車種別で2位となるシェア2.8%だった。

## 米国
米国ホンダ（英: American Honda Motor）は2021年11月17日に、NAViを同月19日からカリフォルニアで開催されるIMS Outdoors motorcycle showに出展するとともに、2022年1月から米国で発売すると発表した。また、ホンダ・デ・メキシコ（西: Honda de México）は2021年11月30日に、米国へNAViの輸出を開始したと発表した。メキシコへはインドから、2021年7月以降NAViのCKDキットが送られており、同地で組み立てられ米国に出荷される。米国ホンダは、NAViの購買層はカスタマイズが優先事項だと承知してい、国内初展示のIMS Outdoors motorcycle showにおいても、USヨシムラのマフラーなどを装着した参考車を展示した。また、純正アクセサリとして、Throttle Jockey製のグラフィック・デカールも用意されている。

## 日本
正規輸入はされていないが、並行輸入の例はあり、9万円を切る価格が話題になった。

## 脚註

### 註釈
1. ↑  HMSTは、NAViは「New Additional Value for India」の略だとも説明している[12]。